# سارا باكستون
سارة باكستون (بالإنجليزية: Sara Paxton)‏ (ولدت في 25 أبريل 1988) ممثلة ومغنية أمريكية. نشأت في ولاية كاليفورنيا ووالدتها يهوديه واعتنق أبوها اليهودية بعد تزوجه من والدتها. ويعمل كلا أبويها في طب الأسنان.
بدأت التمثيل في سن مبكرة، وظهرت في العديد من الأدوار الثانوية في الأفلام و البرامج التلفزيونية.قبل حصولها على شهرة أوسع في 2004,.وبعد تأدية الدور الرئيسي في (Darcy's Wild Life) و شخصية سارة بوردن في (Summerland).ومثلت كذلك في أفلام (Sleepover),(أكوامارين),(Return to Halloweentown
),(البيت الأخير على اليسار),(Sydney White) سيدني وايت,وفيلم (Superhero Movie
)

## وصلات خارجية
- سارا باكستون على موقع IMDb (الإنجليزية)
- سارا باكستون على موقع روتن توميتوز (الإنجليزية)
- سارا باكستون على موقع ألو سيني (الفرنسية)
- سارا باكستون على موقع ميوزك برينز (الإنجليزية)
- سارا باكستون على موقع أول موفي (الإنجليزية)
- سارا باكستون على موقع قاعدة بيانات الأفلام السويدية (السويدية)
- سارا باكستون على موقع إن إن دي بي (الإنجليزية)
- سارا باكستون على موقع ديسكوغز (الإنجليزية)
- سارا باكستون على موقع قاعدة بيانات الفيلم (الإنجليزية)
- سارا باكستون على موقع كينوبويسك (الروسية)

1. ↑  MusicBrainz (بالإنجليزية), MetaBrainz Foundation, QID:Q14005